# Мы должны водрузить знамя победы на Тайване
«Мы должны водрузить знамя победы на Тайване» (кит. 一定要把胜利的旗帜插到台湾) — песня, написанная деятелями литературы Народно-освободительной армии Китая во время первого обстрела Цзиньмэня армией Китая в 1954 году. Музыку написал Сяо Хэ, автор слов — Ван Цзюнь (слова были переписаны коллективом авторов во время Культурной революции). Песня выражает решимость армии и народа материкового Китая в отношении тайваньского вопроса.

## Предыстория
После второй гражданской войны между Гоминьданом и Коммунистической партией, когда правительство Китайской Республики переместилось на Тайвань, Мао Цзэдун и Центральный военный совет Коммунистической партии Китая начали планировать план пересечения Тайваньского пролива и захвата Тайваня. 15 марта 1949 года в статье под названием «Китайский народ должен освободить Тайвань», опубликованном информационным агентством Синьхуа, Коммунистическая партия Китая впервые выдвинула лозунг «Освобождение Тайваня». Однако из-за начала Корейской войны план нападения на Тайвань был отложен. После подписания соглашения о перемирии в Корейской войне КПК вновь выдвинула лозунг «Освобождение Тайваня». 24 июля 1954 года газета Жэньминь жибао опубликовала редакционную статью «Тайвань должен быть освобождён», и песня явилась прямым ответом на эту статью.

## Создание
В начале августа 1954 года в Сямынь прибыл композитор Сяо Хэ с группой писателей и художников военно-морского флота, армии и авиации, организованной отделом культуры Главного политического управления Народно-освободительной армии Китая; они приехали на передовую, чтобы провести интервью с солдатами и мирными жителями, готовившимися к войне. Сяо Хэ посетил все острова, такие как Дадэн и Сяодэн, и поселился на Цзяоюй, ближайшем к Цзиньмэню острове, и это произвело на него неизгладимое впечатление. После начала вооружённого конфликта в 1954 году жестокие батальные сцены вдохновили Сяо Хэ на написание этой песни.
Автор текста Ван Цзюнь, ранее известный как Ван Минфа, родился в городе Чжуйоу, Лайчжоу, Шаньдун, в сентябре 1929 года. Вступил в ряды Народно-освободительной армии Китая в январе 1946 года и работал в сфере связи в Цзяодунском военном округе и 13-й колонне Восточно-Китайской полевой армии, а также занимался любительской литературной и художественной деятельностью. Вступил в Коммунистическую партию Китая 2 марта 1950 года, позднее был членом творческого отряда 31-й армейской художественной труппы Народно-освободительной армии, руководителем творческой группы художественной труппы Фуцзяньского военного округа, пятым заместителем политрука военного округа Фуцзянь. В 1956 году он был переведён на киностудию Байи в качестве сценариста.

## Музыка
В мелодии Сяо Хэ использует гибкий ритм, чтобы создать художественный образ, подобный морским волнам. Мелодия сильно колеблется и скачет, что оказывает сильное эмоциональное влияние. Этот тон похож на поднимающуюся волну, одну волну за другой, достигающую кульминации в последней строке песни: «Мы должны водрузить флаг победы на нашей родине, Тайване».

## Влияние
Художественная труппа армии Фучжоу впервые исполнила эту песню на мероприятии. «Сямынь жибао», «Фучжоу жибао», «Цзефань жибао» и «Жэньминь жибао» последовательно опубликовали эту песню. Она была перепечатана газетами и периодическими изданиями по всей стране, а также широко записывалась и транслировалась центральными и провинциальными радиостанциями. После этого она была внесена в список песен, рекомендованных для Народно-освободительной армии, получила распространение среди военных и мирного населения и вошла в репертуар многих музыкальных групп. Песня вошла в масштабную танцевальную эпопею-мюзикл «Алеет Восток», припев которой поют тысячи людей. В 1958 году, чтобы отпраздновать 10-летие основания Китайской Народной Республики, Народно-освободительная армия создала «Общий хор», который исполнил эту песню. В 1965 году труппа песни и танца Главного политического управления НОАК также исполнила эту песню во время визита в Социалистическую Румынию. 1 марта 1977 года Главное политическое управление Народно-освободительной армии переиздало 10 песен, в том числе «Мы должны водрузить знамя победы на Тайване», и потребовало от всех подразделений организовать уроки пения и провести мероприятия «Пение революционных песен». В объявлении говорилось: «Эти песни восхваляют идеи председателя Мао по строительству армии и олицетворяют высокую степень революционного героизма и революционного оптимизма нашей армии. У этих песен красивые мелодии, они величественны и сильны, их легко петь и легко разучивать, и они широко распространены в армии. Пение этих песен и сегодня имеет практическое значение и является хорошим учебным материалом для традиционного революционного образования. Пение этих песен и сегодня имеет практическое значение и является хорошим учебным материалом для революционного традиционного образования. Пение революционных песен — одна из славных традиций политической работы нашей армии, цель которой — поднять моральный дух войск, повысить их боеспособность». В первый день Нового 1979 года политотдел провинции Фуцзянь военного округа Народно-освободительной армии составил и напечатал для Народного ополчения ещё один вариант буклета «Десять революционных песен», в который также вошла эта песня. Эту песню также исполняли Ансамбль песни и пляски Советской Армии, Ансамбль песни и танца Корейской Народной Армии, Ансамбль Польской Народной Армии и другие подобные творческие коллективы. China Record Corporation переиздавала эту песню пять раз.